# Eumène Ier
Pour les articles homonymes, voir Eumène.

Eumène Ier de Pergame est un souverain de Pergame de la dynastie des Attalides de 263 à 241 av. J.-C. Son règne est animé par ces deux principaux objectifs : l'affranchissement définitif de la tutelle séleucide et l'agrandissement du territoire de Pergame.

## Origine
Fils aîné d'Eumène et de Satyra, fille de Poséidonios, il succède à son oncle et père adoptif Philétairos en 263 av. J.-C., mais n'est cependant pas investi par le roi séleucide Antiochos Ier Sôter, dont la tutelle sur Pergame est jusqu'alors admise.

## Règne
Peu après son avènement, Eumène doit ainsi faire face à une expédition punitive du roi Antiochos Ier Sôter et le bat près de Sardes entre 262 av. J.-C. et 261 av. J.-C.. L'indépendance de fait de ce qui n'est encore qu'une "principauté" se confirme alors et va se consolider progressivement. Eumène remplace le nom de Séleucos Ier par celui de Philétairos sur les monnaies de Pergame et gouverne de 263 à 241 av. J.-C. sans cependant prendre le titre de roi (basileus), se contentant de celui de dynaste. Poursuivant l'œuvre de Philétairos, il s'attache à organiser l'administration, entame un programme d'embellissement de la cité de Pergame et se montre généreux envers les sanctuaires. Il apporte son aide aux écoles philosophiques d'Athènes et invite à sa cour le philosophe Arcésilas de Pitane, contribuant ainsi à favoriser le prestige international de Pergame. Le jeune État ascendant semble pourtant encore fragile et le pouvoir d'Eumène dépend pour l'essentiel de la fidélité de ses soldats et mercenaires, avec lesquels il devra d'ailleurs trouver un accord après une révolte de deux colonies militaires (Philetaireia et Attaleia) vers 260 av. J.-C.
Le territoire de Pergame, augmenté notamment au détriment des Séleucides, s'étend alors sur la vallée du Caïque, le sud du massif forestier de l'Ida ainsi que vers la côte avec le contrôle de Gryneion et d'Elaea, futur grand port de Pergame. Au nord-ouest, au pied du Mont Ida, Eumène établit la colonie militaire et garnison de Philetaireia et, à l'est, celles d'Apollonis et d'Attaleia, près des sources du Caïque. Vers 258 av. J.-C., il perdit une partie des territoires récemment conquis sur les Séleucides, à la suite d'un conflit avec le roi séleucide Antiochos II mais, entre 246 av. J.-C. et 241 av. J.-C., son successeur Séleucos II lui céda par un accord légal le territoire du port de Pitanè. La relative petite superficie du domaine pergaménien est alors compensée par une importante et riche production agricole, minière et de bois d'œuvre, source de lucratifs revenus d'exportation.
On ne sait rien de son attitude dans la deuxième guerre de Syrie (260-253 av. J.-C.) ni dans la guerre laodicéenne (246-241 av. J.-C.) mais il apparaît qu'Eumène entretint, à tout le moins, de bonnes relations avec les Lagides. Dès le début de son règne, il eut à résister aux raids des Galates et dut leur verser tribut.
Son cousin germain et fils adoptif Attale Ier lui succède en 241 av. J.-C..